# São João da Madeira
Pour les articles homonymes, voir São João et João.

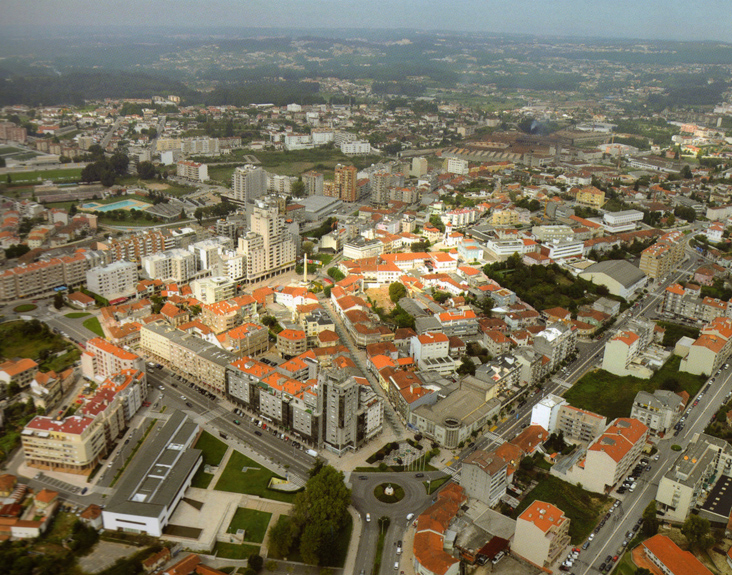

São João da Madeira est une municipalité (en portugais : concelho ou município) du Portugal, située dans le district d'Aveiro et la région Nord, avec 22,162 habitants dans son périmètre urbain (2021).
La municipalité a été créée le 11 octobre 1926, par démembrement de la municipalité d'Oliveira de Azeméis.
La ville est reconnue, au Portugal, pour sa tradition dans le domaine industriel et plus particulièrement l'industrie de chapeau et chaussures.

## Démographie
| 1864  | 1900  | 1930  | 1960   | 1981   | 1991   | 2001   | 2004   | 2011   |
| ----- | ----- | ----- | ------ | ------ | ------ | ------ | ------ | ------ |
| 2 221 | 3 115 | 5 481 | 11 921 | 16 444 | 18 452 | 21 102 | 21 538 | 21 713 |

(Nombre d'habitants ayant une résidence officielle dans la municipalité à la date indiquée.)

## Histoire
Les origines de São João da Madeira remontent a des périodes lointaines, comme le démontrent des vestiges celtes, romains, arabes et wisigothiques.
L'expression "uilla de Sancto Ioanne que dicent Mateira" est la première référence documentée, par deux parchemins datant de 1088, de l'existence de São João da Madeira. Le nom de lieu "Madeira" (bois en portugais) fait référence, selon les historiens, à l'abondance de cette matière première dans la région. Ces deux manuscrits peuvent être consultés dans les archives de la ville.
Pendant des siècles, São João da Madeira est passée inaperçue dans le contexte national. Cependant, aux alentours du XIXe siècle, un changement drastique dans l'histoire locale a lieu. Alors un village, São João da Madeira devient un lieu indispensable de la Révolution Industrielle au Portugal, devenant, en quelques années, une des plus grandes zones industrielles du pays.
La production de chapeaux est la première activité fixe et la première usine est inaugurée en 1802. En 1914 la première usine de fabrication de chapeaux en fourrure voit le jour, et devient l'un des plus grands symboles de la ville. Totalement mécanisée, il s'agit de la plus grande usine de la Péninsule Ibérique. L'expansion de la ville a été accélérée en 1908 par la construction de la ligne ferroviaire do Vouga, qui relie Aveiro à Espinho et qui est, encore aujourd'hui en utilisation.
Dans le premier quart do XXe siècle, avec le progrès et l'installation d'industries, l'explosion démographique et sociale a été si importante que, dans un court laps de temps, São João da Madeira dépassait en nombre de population sa municipalité, Oliveira de Azeméis.
São João da Madeira devient ville en 1922 et acquiert son autonomie administrative en 1926.
Grâce à son autonomie administrative, pendant la Deuxième Guerre Mondiale, l'industrie du feutre et de la fourrure monte en flèche au Portugal. Dans les années 40, la production de fourrures et de feutres est centralisée à São João da Madeira avec la création, en 1943, de la "Cortadoria Nacional do Pêlo", l'unique usine du pays qui travaille les fourrures, nationalisée en 1945. L'industrie du chapeau était une activité importante au Portugal, et São João da Madeira était son siège social.
L'activité liée à l'industrie du chapeau a ralenti dans les décennies suivantes, avec l'abandon de l'utilisation de ce textile par la population. Parallèlement, l'industrie cordonnière n'a cessé de grandir, devenant la principale activité économique de la ville et la rendant connue comme la ''Capitale de la Chaussure''.

## Géographie
São João da Madeira  se situe dans l'extrême nord du district d'Aveiro et la région de Beira Litoral. La ville fait frontière au nord avec la paroisse de Milheirós de Poiares et à l'ouest avec la paroisse d'Arrifana, toutes les deux faisant partie de la municipalité de Santa Maria da Feira, et au sud avec Vila de Cucujães, au sud-est avec São Roque et à l'est avec Macieira de Sarnes, toutes les trois faisant partie de la municipalité de Oliveira de Azeméis.
São João da Madeira se situe à 18 kilomètres de la côte maritime, à 32 kilomètres de Porto, à 40 kilomètres de Aveiro et à 275 kilomètres de la capitale Lisbonne.
Le climat est océanique. En hiver les indices de pluviométrie sont hauts et les étés secs et chauds.

## Économie
L'économie de São João da Madeira est principalement basée dans les secteurs des services et de l'industrie. En termes d'emploi, 62% de la population active travaille dans le secteur secondaire et 38% dans le secteur tertiaire.
En 2007, la ville comptait 3660 entreprises. Les micros, petites et moyennes entreprises dominent le panorama économique de l'emploi à São João da Madeira, avec 74% des employés.
La ville a une forte tradition dans le domaine industriel, et plus spécifiquement dans l'industrie de la cordonnerie.